# Gare de Loures - Barbazan
La gare de Loures - Barbazan est une gare ferroviaire française de la ligne de Montréjeau - Gourdan-Polignan à Luchon, située sur le territoire de la commune de Loures-Barousse (département des Hautes-Pyrénées), à proximité de Barbazan (département de Haute-Garonne), en région Occitanie.
C'est une halte ferroviaire de la Société nationale des chemins de fer français (SNCF) desservie par des trains régionaux TER Occitanie.

## Situation ferroviaire
Établie à 444 m d'altitude, la gare de Loures - Barbazan est située au point kilométrique (PK) 111,344 de la ligne de Montréjeau - Gourdan-Polignan à Luchon, entre les gares ouvertes de Montréjeau - Gourdan-Polignan et de Saléchan - Siradan.
La gare dépend de la région ferroviaire de Toulouse, elle est équipée d'un seul quai : le quai 1 pour la voie 1 qui dispose d'une longueur utile de 195 m.

## Histoire
À la suite de la fermeture de la ligne de Montréjeau - Gourdan-Polignan à Luchon, la gare est fermée le 18 novembre 2014.
La réouverture de la ligne Luchon-Montréjau est prévue pour 2025 avec des trains diesel puis à l'hydrogène, après avoir été suspendue en 2014.
La future ligne desservira : Montréjeau-Gourdan-Polignan, Loures-Barousse, Margnac-Saint-Béat, Saléchan-Siradan et Bagnères-de-Luchon.
La réouverte de la gare est effective depuis le 22 juin 2025. 

## Service des voyageurs

### Accueil
Halte SNCF, c'est un point d'arrêt non géré (PANG) à entrée libre.

### Desserte
Jusqu'au 18 novembre 2014, Loures - Barbazan est desservie par un train (week-end et vacances) grande ligne Intercités qui circule entre les gares de Paris-Austerlitz et de Luchon. C'est aussi une gare régionale desservie par des trains TER Midi-Pyrénées qui effectuent des missions entre les gares de Toulouse-Matabiau et de Luchon.

### Intermodalité
Le stationnement des véhicules est possible à proximité.